# Palais primatial de Bratislava
 (février 2023).
Si vous disposez d'ouvrages ou d'articles de référence ou si vous connaissez des sites web de qualité traitant du thème abordé ici, merci de compléter l'article en donnant les références utiles à sa vérifiabilité et en les liant à la section « Notes et références ».
En pratique : Quelles sources sont attendues ? Comment ajouter mes sources ?
Le Palais primatial ou Palais du Primat (en slovaque : Primaciálny palác) est un palais néoclassique situé dans la vieille ville de Bratislava, capitale de la Slovaquie. Il a été construit de 1778 à 1781 pour l'archevêque József Batthyány. En 1805, la galerie des glaces du palais a vu la signature de la quatrième paix de Presbourg, mettant fin à la guerre de la troisième coalition. Aujourd'hui, il sert de siège au maire de Bratislava.

## Histoire
Le palais et sa pièce la plus célèbre, la galerie des glaces, ont été le lieu de la signature du Traité de Presbourg par Johann I, prince de Liechtenstein, Ignácz Gyulay et Charles Maurice de Talleyrand en 1805 après la bataille d'Austerlitz, qui a effectivement mis fin à la guerre de la troisième coalition. À la suite de la paix de Presbourg, le Saint Empire romain germanique a été dissous et l'empereur François II s'est proclamé empereur François Ier d'Autriche ; ceci est commémoré aujourd'hui par un buste de style romain de l'empereur sur l'escalier à côté de la galerie des glaces. Les séances d'ouverture de la Diète de Hongrie, qui se sont réunies à la bibliothèque universitaire, ont également eu lieu ici. István Széchenyi a offert son revenu annuel pour établir ici l'Académie hongroise des sciences. Ici également, Ferdinand V de Hongrie a promu le premier gouvernement hongrois responsable (elsõ felelõs magyar kormány) et a signé les lois d'avril, où Lajos Batthyány, Lajos Kossuth, Bertalan Szemere, Ferenc Deák, Pál Esterházy, István Széchenyi, Lázár Mészáros, József Eötvös et des ministres hongrois étaient également présents. La ville a acheté le palais en 1903. Lors de la reconstruction en 1903, une série de six tapisseries jusque-là inconnues ont été retrouvées derrière un mur, représentant la légende de Héro et Léandre et leur amour tragique. Les tapisseries ont été tissées dans les années 1630 au Mortlake Tapestry Works, près de Londres.
Selon d'anciens journaux hongrois, des conférences littéraires et des soirées d'auteurs ont été organisées dans sa Galerie des Glaces entre les deux guerres mondiales. Zseni Várnai, Aladár Schöpflin, Zsigmond Móricz, Thomas Mann ont également participé à ces événements.
Le savant Paracelse a vécu ici brièvement et il y a une plaque commémorative commémorant sa visite.
Le palais a servi de siège temporaire au président de la Slovaquie avant que le palais Grassalkovich ne devienne la résidence présidentielle permanente en 1996.
Le Palais est ouvert au public en tant qu'attraction touristique. La célèbre galerie des glaces sert de lieu aux réunions du conseil municipal de Bratislava.

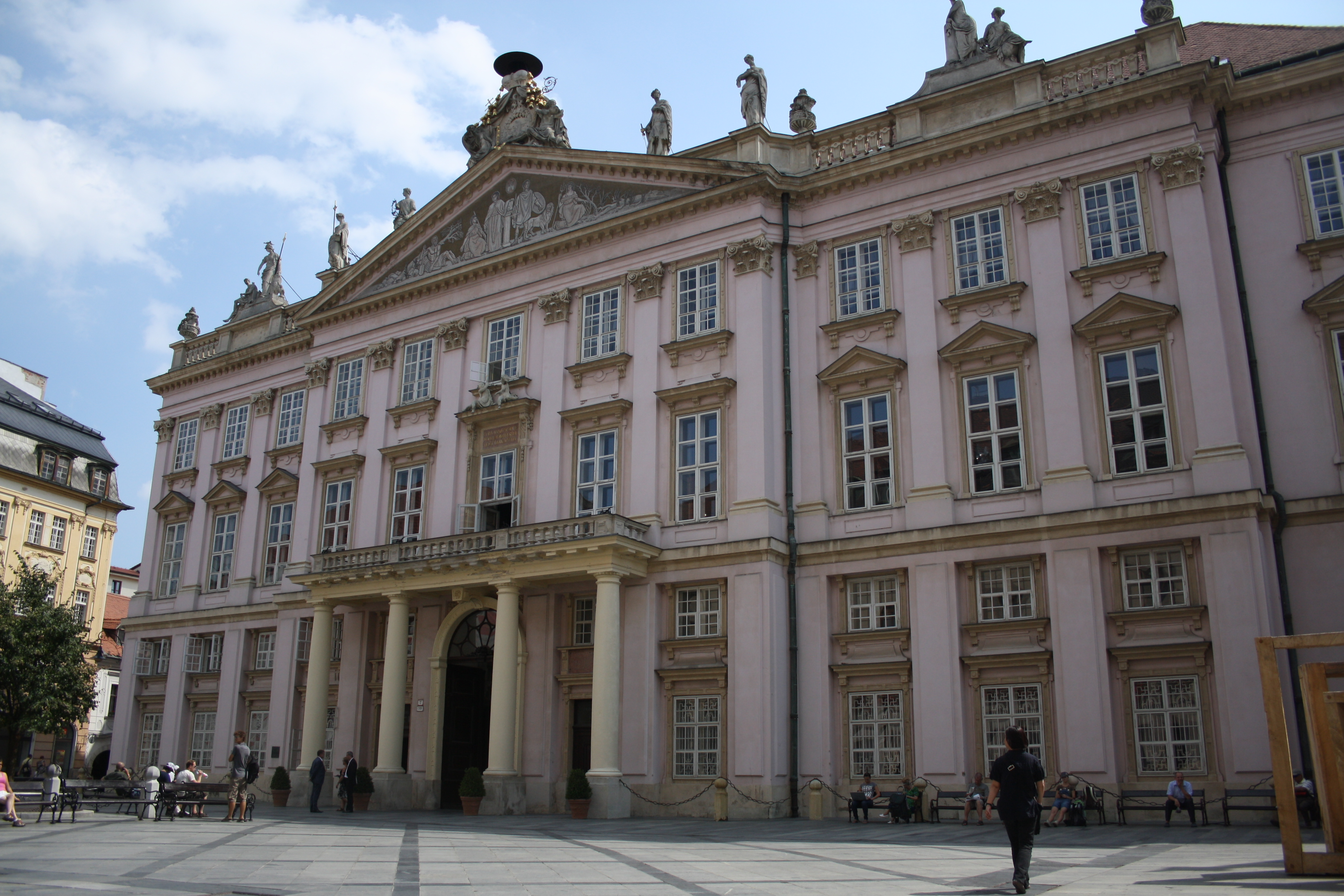
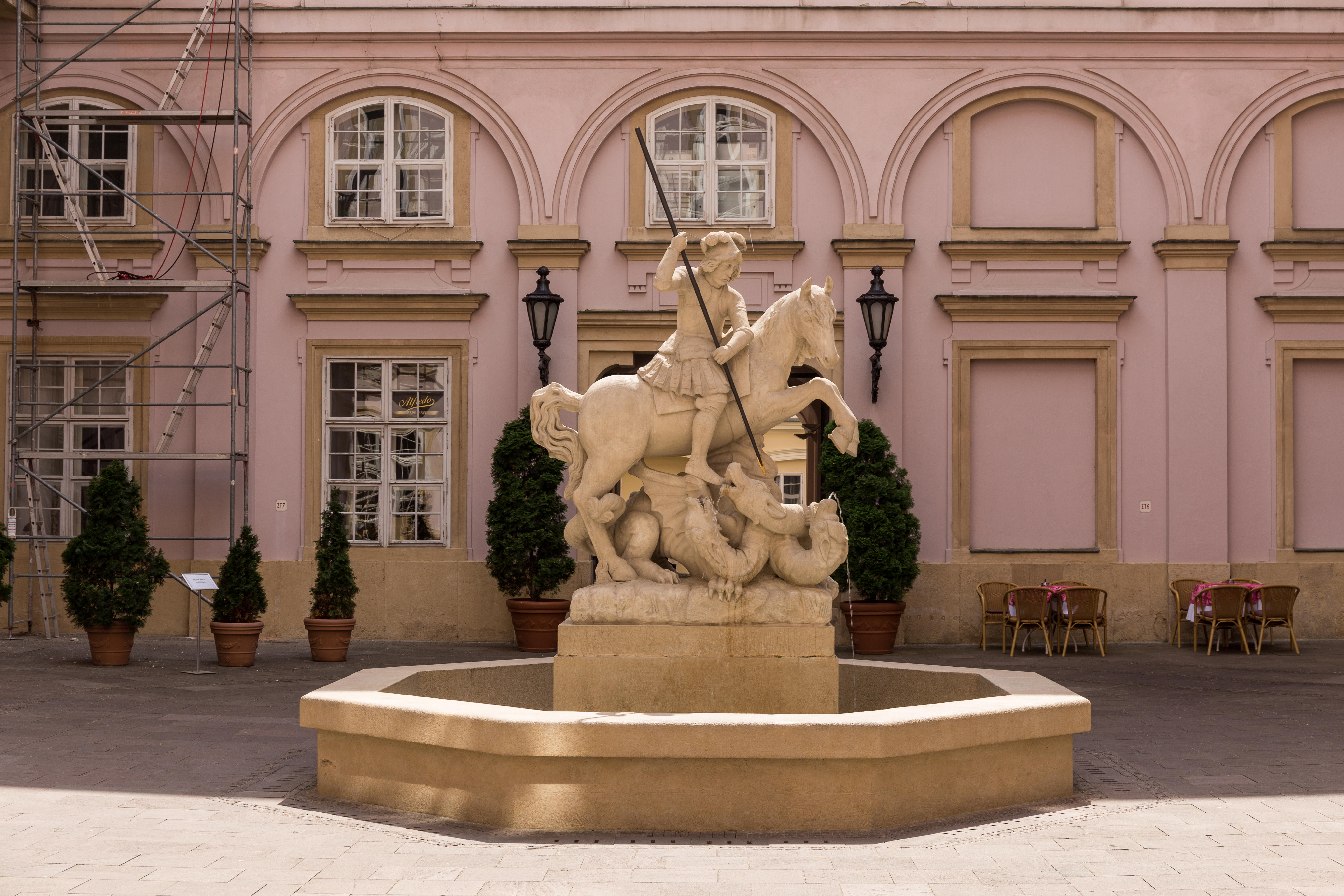
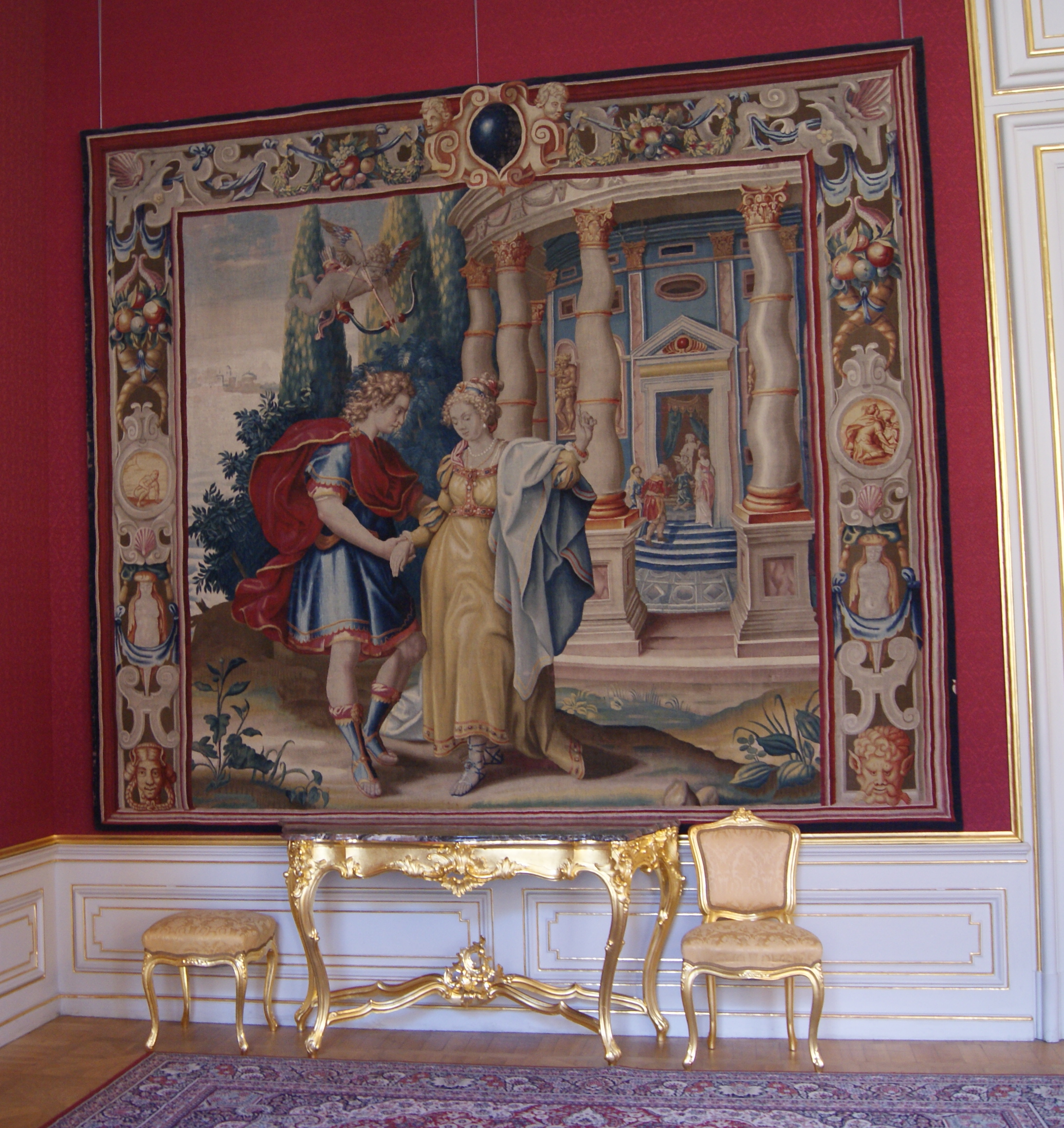
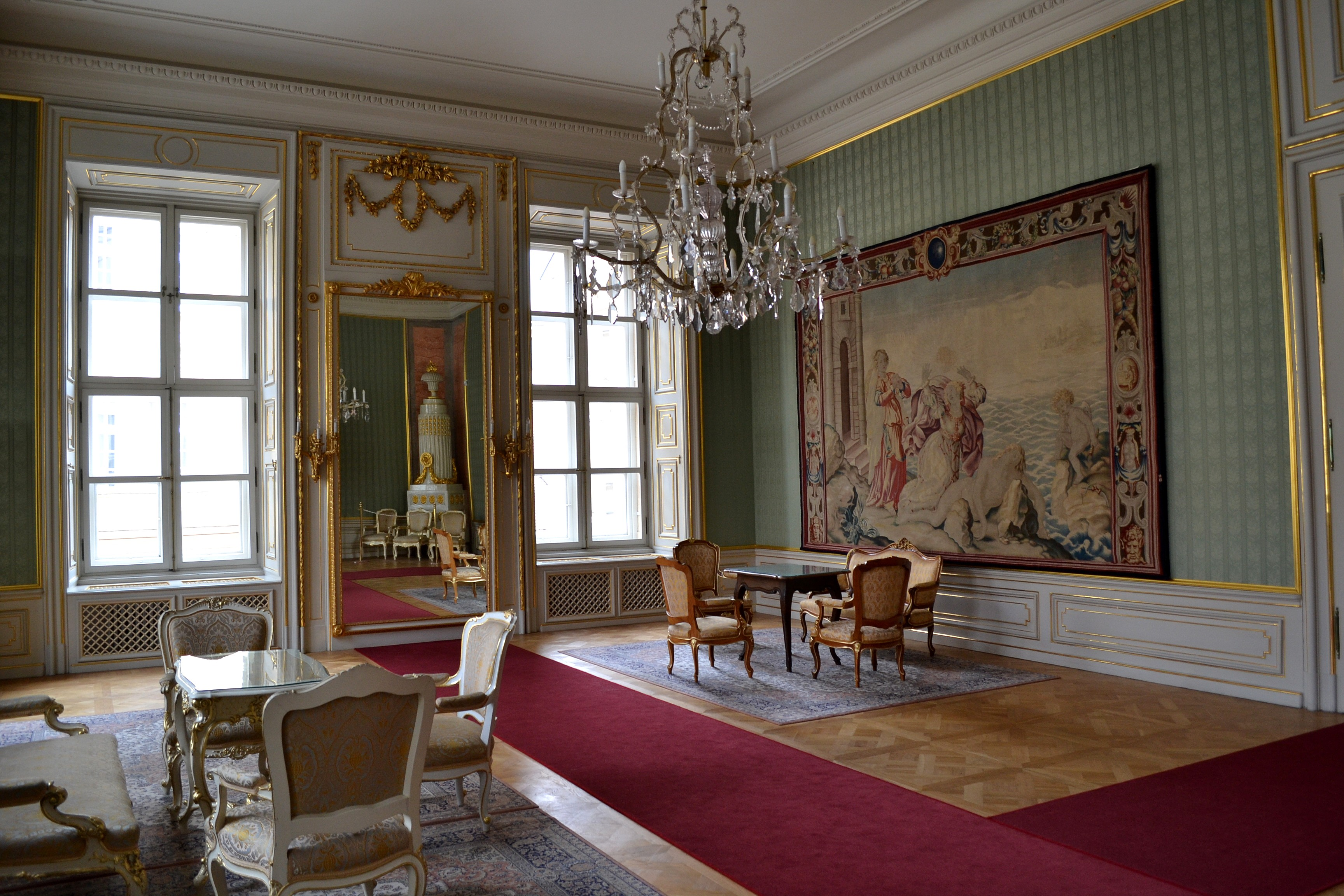